# Bahnhof Mengen
Der Bahnhof Mengen ist eine Betriebsstelle an der Bahnstrecke Ulm–Sigmaringen. In Mengen zweigt außerdem die Bahnstrecke in Richtung Stockach/Radolfzell (Ablachtalbahn) ab. Der Bahnhof befindet sich in der Gemeinde Mengen. Er wurde 1873 im Zuge des Baus der Bahnstrecke Ulm-Sigmaringen in Betrieb genommen und nach Eröffnung der Ablachtalbahn im gleichen Jahr zum Abzweigbahnhof.
Nachdem der Personenverkehr auf der Ablachtalbahn zwischen Mengen und Krauchenwies schon 1954 eingestellt worden war, wurde die Strecke nach Radolfzell auf diesem Abschnitt 1960 stillgelegt, der Bahnhof wurde zum Durchgangsbahnhof. 1986 wurde die Strecke nach Krauchenwies wieder aufgebaut und als Bahnhofsgleis in Betrieb genommen. Seit 1989 wird sie wieder als Nebenbahn geführt und der Bahnhof Mengen ist seitdem wieder Abzweigbahnhof. Die Strecke war aber bis zur Reaktivierung als touristische Ausflugsbahn unter dem Namen Biberbahn im Juli 2021 ohne Personenverkehr, bis zu diesem Zeitpunkt fuhr auf dieser Strecke ausschließlich der durch die SWEG betriebene Güterverkehr.

## Anlagen
Der Bahnhof Mengen verfügt über drei Stellwerke, wobei sich das dritte Stellwerk im Ortsstellbereich des Bahnhofs befindet. Dieses dritte Stellwerk wird bei Rangierbewegungen vom Rangierpersonal selbständig bedient. Alle drei Stellwerke in Mengen sind, wie in Fridingen und Hausen im Tal, mechanische Stellwerke der Einheitsbauart. Die Weichen sowie die Einfahr- und Ausfahrsignale werden von den drei Stellwerken über Drahtzüge gestellt und bedient. Die ersten zwei Bahnübergänge (einer davon befindet sich laut Lageplan im Bahnhof) von Mengen nach Sigmaringendorf werden elektronisch im Stellwerk 2 (Weichenwärter) bei Festlegung einer Ausfahrt angestoßen und signaltechnisch im Stellwerk 1 (Fahrdienstleiter) überwacht. Das Befehlsstellwerk (Stellwerk 1) befindet sich am östlichen Ende der Bahnhofanlage und das Stellwerk 2 befindet sich am westlichen Ende des Bahnhofes. Die beiden Stellwerke liegen 790 Meter voneinander entfernt.
Der Bahnhof Mengen hat vier Hauptgleise und einige Neben- sowie Abstellgleise, darunter ein Ladegleis für Holzverladung und einen Gleisanschluss einer Spedition. Für den Personenverkehr gibt es zwei Gleise, von denen Gleis 1 am Hausbahnsteig liegt und das durchgehende Hauptgleis ist. Gleis 2 hat einen Seitenbahnsteig, der höhengleich über eine vom Fahrdienstleiter per Knopfdruck steuerbare Schiebeschranke erreicht wird. Die ehemaligen Bahnsteige an Gleis 3 sowie an Gleis 10 sind nicht mehr in Betrieb bzw. abgebaut. Aus Gleis 1 bis 4 können Zugfahrten abgelassen werden, wobei Gleis 1 und 2 dem Personenverkehr vorbehalten sind. Die Gleise 3 bis 5 sind unter anderem für Rangierbewegungen vorgesehen. Im Bereich des Stellwerks 2 gibt es zwei Abstellgleise neben der Bundesstraße sowie 2 kurze Stumpfgleise direkt unter dem Stellwerk 2.
Östlich der Bundesstraße 311 im Bereich des Stellwerk 1 befindet sich der sogenannte Ortsstellbereich, ein Bereich, wo sich die Rangierer einschließen lassen mittels einer Gleissperre und sich selbstständig bewegen dürfen. Dieser besteht teils aus Handweichen, teils über das Stellwerk 3 mechanisch bedienbare Weichen. Der Ortsstellbereich kann über alle Gleise angefahren werden. Dort befinden sich fünf weitere Abstellgleise inklusive ehemaligem Ablaufberg. Der ehemalige Ablaufberg wird heute nur noch als langes Auszieh-/Abstellgleis genutzt.

## Verkehr
Im Fahrplan 2024 halten in Mengen stündlich Regionalexpresszüge der Relation Ulm–Donaueschingen (RE 55), zweistündlich RE-Züge der Verbindung Stuttgart–Aulendorf (RE 6) und dazu ebenfalls zweistündlich Regionalbahnzüge der Verbindung Sigmaringen–Aulendorf (RB 53).
Außerdem verkehrt seit Juli 2021 dreimal täglich von April bis Oktober an Sonn- und Feiertagen ein Ausflugszug der SWEG (RB 32a). Dieser pendelt zwischen Mengen und Stockach (–Radolfzell) auf der Ablachtalbahn unter dem Namen Biberbahn.
| Linie  | Verlauf | Frequenz                                              | Betreiber                                |
| ------ | --- | ----------------------------------------------------- | ---------------------------------------- |
| RE 6   | Stuttgart – Reutlingen – Tübingen – Mössingen – Hechingen – Balingen (Württ) – Albstadt-Ebingen – Sigmaringen – Mengen – Herbertingen – Aulendorf                            | 120 Minuten                                           | DB Regio                                 |
| RE 55  | Ulm Hbf – Blaubeuren – Schelklingen – Ehingen (Donau) – Munderkingen – Riedlingen – Herbertingen – Mengen – Sigmaringen – Beuron – Tuttlingen – Immendingen – Donaueschingen | 60 Minuten (ab Sigmaringen teilweise nur 120 Minuten) | DB Regio                                 |
| RB 53  | Sigmaringen – Sigmaringendorf – Mengen – Herbertingen – Bad Saulgau – Altshausen – Aulendorf                                                                                 | 120 Minuten                                           | DB Regio                                 |
| RB 32a | Mengen – Stockach (– Radolfzell) | 3 mal täglich sonn- und feiertags (Mai–Okt.)          | SWEG Südwestdeutsche Landesverkehrs-GmbH |

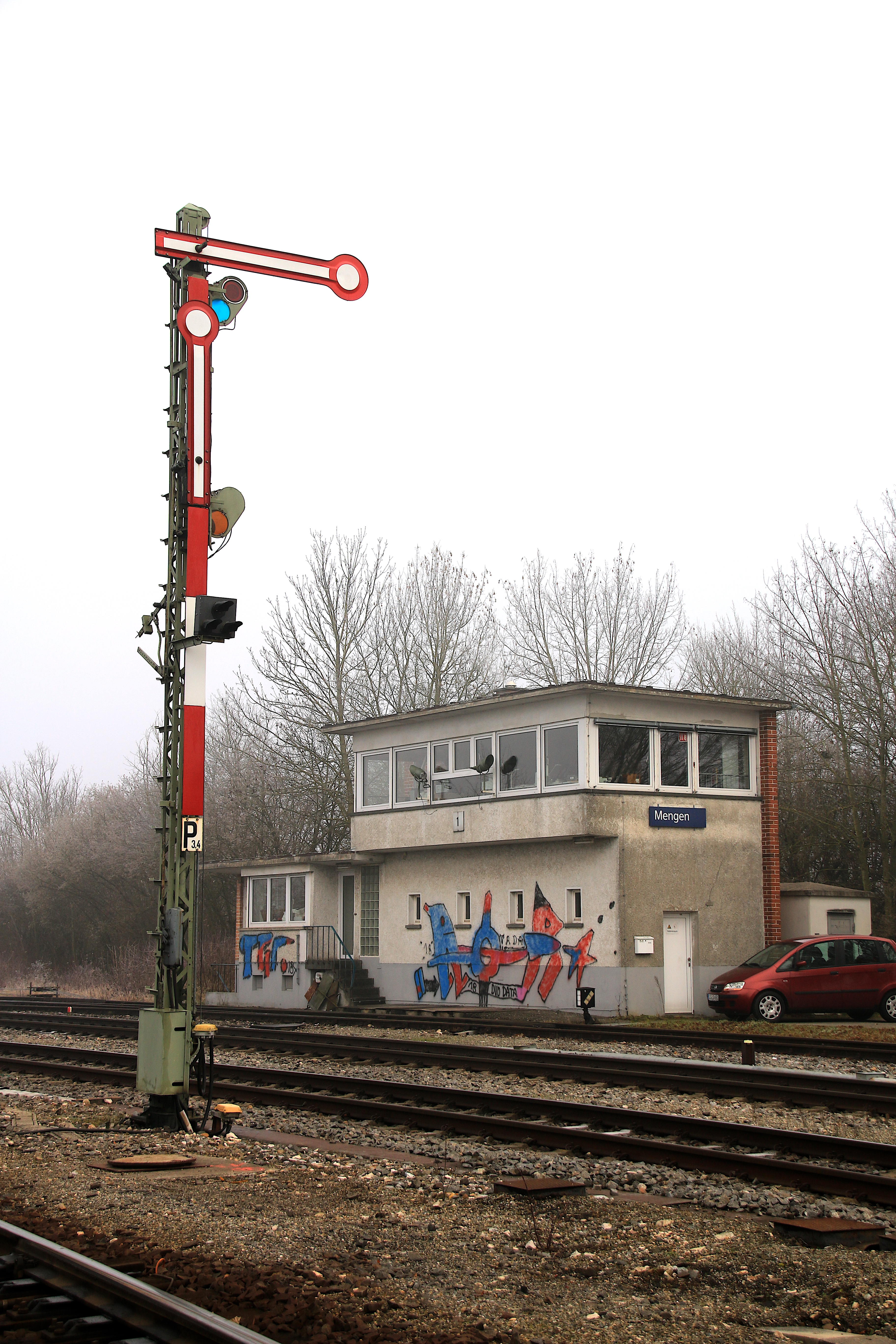
Gebäude Stellwerk 1 in Mengen mit Ausfahrsignal P 3/4
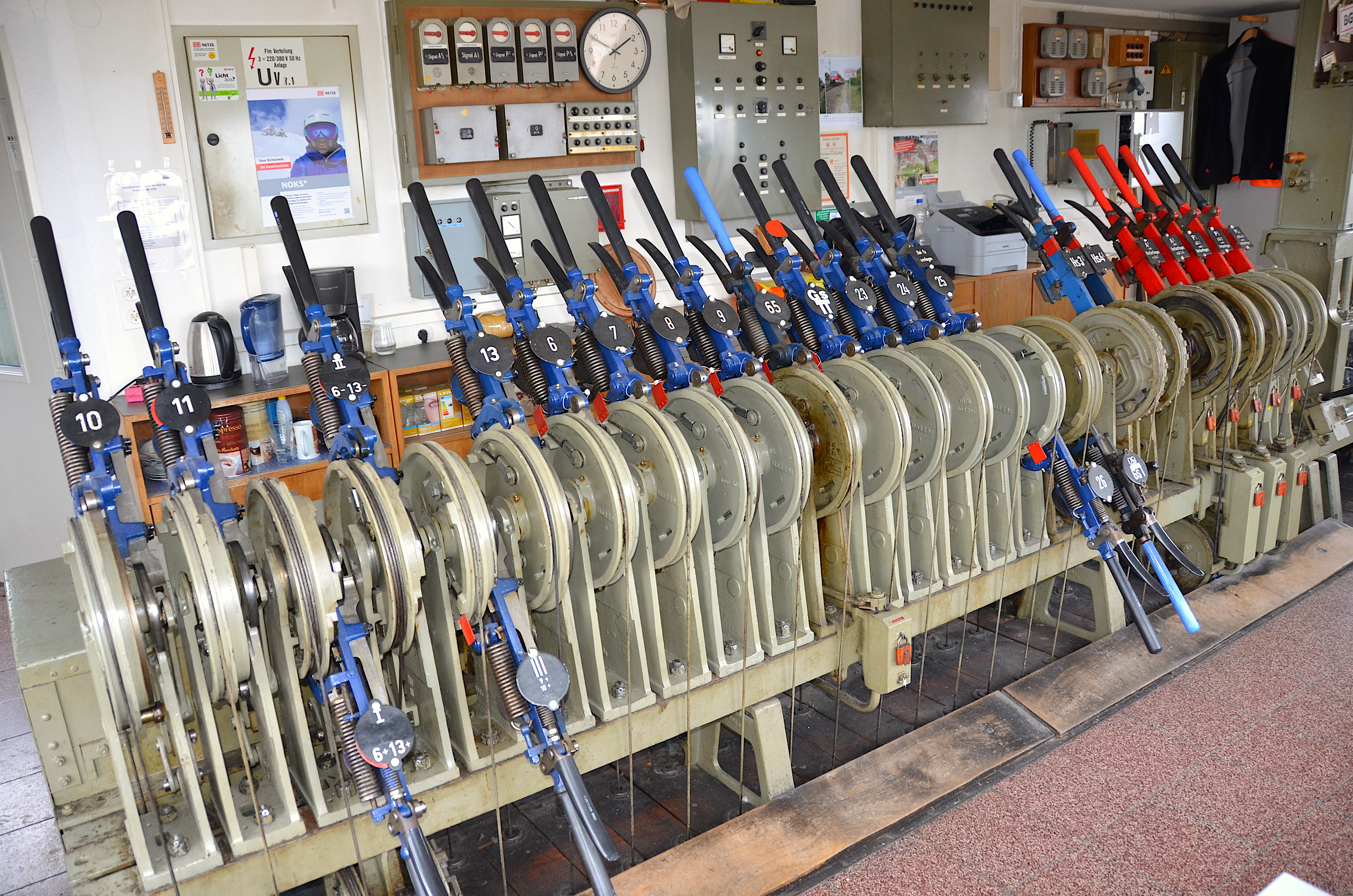
Mechanisches Stellwerk Stellwerk 1
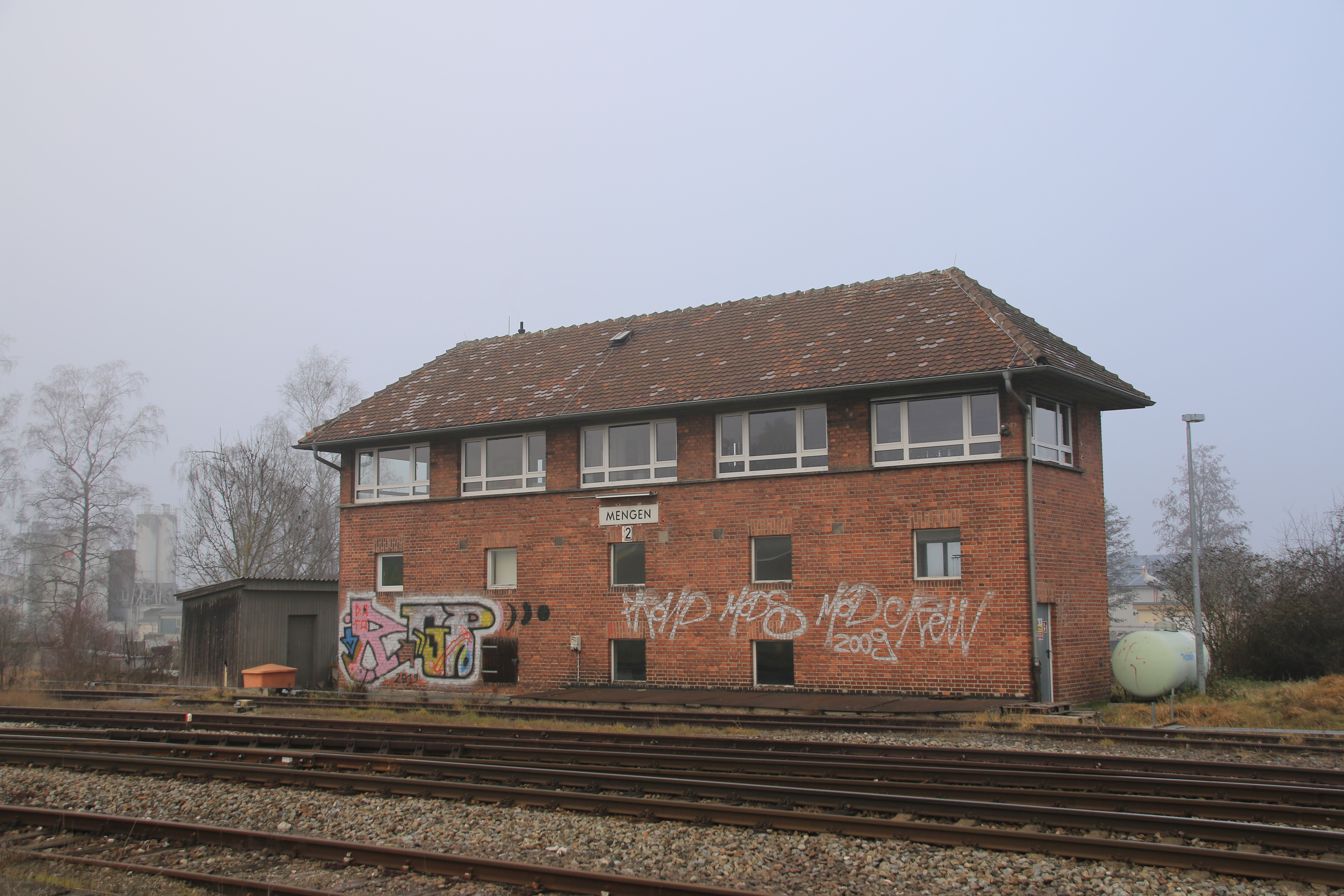
Gebäude Stellwerk 2